# Петропавловка (Саянский район)
Петропавловка — деревня в Саянском районе Красноярского края. Входит в состав Большеильбинского сельсовета.

## История
Основана в 1904 году. В 1926 году хутор Куражи состоял из 64 хозяйств, основное население — белорусы. В составе Привольненского сельсовета Агинского района Канского округа Сибирского края.

## Население
| 1926 | 2010 |
| ---- | ---- |
| 352  | ↘58  |